# Sima Pandurović
Sima Pandurović (in serbo Сима Пандуровић?; Belgrado, 14 aprile 1883 – Belgrado, 27 agosto 1960) è stato un poeta, critico letterario e drammaturgo serbo.

## Biografia
Sima Pandurović nacque a Belgrado il 14 aprile 1883, figlio di Jefto e di Julijana, studiò nella sua città natale frequentando la scuola elementare, il secondo ginnasio e la facoltà di filosofia, laureandosi nel 1906.
Sin dagli inizi della sua attività di studi si interessò alla letteratura fondando la rivista Movimento (Pokret, 1902); collaborò in seguito ad altre numerose riviste, tra le quali Villa bosniaca (Bosanska vila), Settimana letteraria (Književnu nedelju, 1904-1905) e Gusto (Polet).
Lavorò come professore presso il Ginnasio di Valjevo dal 1907 e nel 1909 si sposò con la figlia dell'avvocato Milošević, Branislava, con la quale ebbe due bambini.
Dopo la fine della prima guerra mondiale, lavorò come segretario del Ministero della Pubblica Istruzione, poi collaborò con la rivista Pensiero (Misao, 1919). Dal 1922 fu assistente alla direzione della Biblioteca Nazionale.
Pandurović fu arrestato dopo la fine della seconda guerra mondiale a causa delle sue attività pubbliche durante la guerra, della partecipazione ai lavori del consiglio della Cooperativa Letteraria Serba e della pubblicazione di testi durante l'occupazione.
Pandurović raggiunse la notorietà per lo struggente pessimismo delle sue poesie, ai tempi del modernismo letterario. Nel 1908 pubblicò la sua più importante raccolta di poesie Onoranze funebri (Posmrtne počasti), che ottenne consensi e popolarità e gli permise di entrare nella cerchia dei poeti pessimisti, insieme a Milan Rakić e Vladislav Petković Dis. Questi poeti ricevettero l'influenza di Edgar Allan Poe, di Charles Baudelaire, dei simbolisti francesi e di Arthur Schopenhauer
La poesia di Pandurovic è intellettuale e filosofica, ma nonostante questo la sua lirica è chiara nelle dichiarazioni, aperta e comunicativa. I temi basilari sono gli ideali falliti, le ambizioni distrutte, la delusione, la disperazione e la morte; nel rapportarsi con il mondo l'autore manifestò sentimenti come la caducità, l'alienazione e l'imperfezione, dai quali nasce il pessimismo assoluto, un pessimismo molto vicino agli espressionisti.
Un altro tema centrale celebrato nelle sue poesie fu l'amore, l'amore libero e puro, distinguendo il mondo della ragione e il mondo dell'amore, che comunque è legato al tema della morte. Il pessimismo e il dolore possono essere superati solo se i sentimenti si spengono e tutto ciò che è stato sperimentato viene dimenticato. Il suo linguaggio si rivelò personalissimo, la sua scrittura melodiosa e dolcemente mesta fu da modello per molti poeti contemporanei.
Nel 1910 si dedicò al teatro con il dramma Sul luogo dell'incendio (Na zgarištu), rappresentato al Teatro nazionale di Belgrado lo stesso anno.
Nel 1912 pubblicò una seconda collezione di poesie, intitolata Giorni e notti (Dani i noći, 1912), a cui seguirono due antologie Antologie de "Il Pensiero" (Antologija Misao, 1919-1920), comprendente versi dei suoi collaboratori.
Successive raccolte di Pandurović furono Versi (Stihovi, 1921), Opere riunite (Sabrana dela, 1935), Sala della gioventù (Dvorana mladosti, 1955) e Canti (Pesme, 1959). In questa ultima sua raccolta, il poeta dichiarò che si trattava della sua opera definitiva, mentre tutti gli altri suoi scritti precedenti venivano ripudiati.
Importante la sua attività di saggista Colloqui sulla letteratura (Razgovori o književnosti, 1927) e di traduttore (da Jean Racine, Molière, André Gide, ecc.).
Fu animatore della vita culturale di Belgrado tra le due guerre mondiali.

## Opere
- Onoranze funebri (Posmrtne počasti, 1908);
- Sul luogo dell'incendio (Na zgarištu, 1910);
- Giorni e notti (Dani i noći, 1912);
- Antologie de "Il Pensiero" (Antologija Misao, 1919-1920);
- Versi (Stihovi, 1921);
- Colloqui sulla letteratura (Razgovori o književnosti, 1927);
- Opere riunite (Sabrana dela, 1935);
- Sala della gioventù (Dvorana mladosti, 1955);
- Canti (Pesme, 1959).